# ديلانو ديفيس
ديلانو ديفيس (بالإنجليزية: Delano Davis)‏ هو عداء سريع باهاماسي، ولد في 7 يناير 1995.

## وصلات خارجية
- ديلانو ديفيس على موقع الاتحاد الدولي لألعاب القوى (الإنجليزية)